# Sklabiná
Sklabiná (ungarisch seit 1910 Mikszáthfalva – 1907–1910 Kürtabony und bis dahin Szklabonya) ist eine Gemeinde im Okres Veľký Krtíš innerhalb des Banskobystrický kraj in der Slowakei.

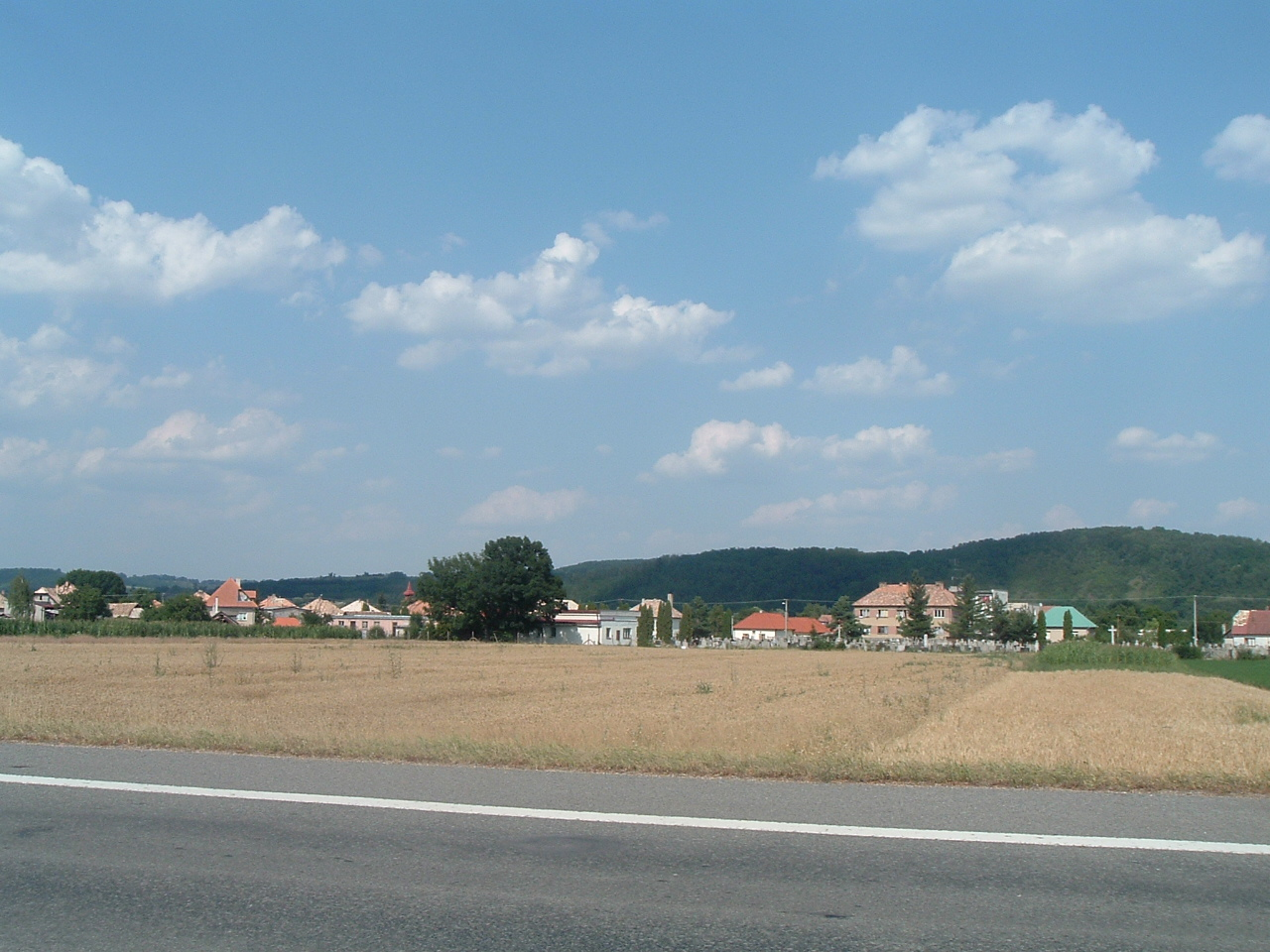
Sklabiná

Der Ort liegt in der Ipeľská kotlina (Eipel-Kessel), einer Untergliederung des größeren Südslowakischen Kessels am Zusammenfluss des Flusses Krtíš und des Baches Plachtinský potok. Sklabiná liegt an der Landesstraße 527 zwischen Veľký Krtíš, 7 km nach Norden und Šahy, 41 km nach Westen. Auch die 11 km südlich gelegene ungarische Stadt Balassagyarmat ist leicht erreichbar.
Sklabiná wurde zum ersten Mal 1323 schriftlich als Sclabonia erwähnt. Im Ort wurde 1847 der ungarische Schriftsteller Kálmán Mikszáth geboren, dem hier ein Museum gewidmet ist.

## Bevölkerung
| Jahr                | 1994 | 2004    | 2014    | 2024    |
| ------------------- | ---- | ------- | ------- | ------- |
| Anzahl der Personen | 789  | 867     | 870     | 912     |
| Unterschied         |      | +9,88 % | +0,34 % | +4,82 % |

| Jahr                | 2023 | 2024    |
| ------------------- | ---- | ------- |
| Anzahl der Personen | 908  | 912     |
| Unterschied         |      | +0,44 % |